# Astronesthes indopacificus
Astronesthes indopacificus е вид лъчеперка от семейство Stomiidae. Видът не е застрашен от изчезване.

## Разпространение и местообитание
Разпространен е във Филипини и Япония.
Среща се на дълбочина от 100 до 3178 m, при температура на водата от 9,9 до 10 °C и соленост 34,7 ‰.

## Описание
На дължина достигат до 21 cm.